# Kim Yuna
Kim Yu-na (* 5. September 1990 in Bucheon, Gyeonggi-do) ist eine ehemalige südkoreanische Eiskunstläuferin, die im Einzellauf startete. Sie ist die Olympiasiegerin von 2010 und die Weltmeisterin von 2009 und 2013. Nach der  Silbermedaille bei den Olympischen Winterspielen 2014 beendete sie ihre Karriere.

## Leben
Kim wurde am 5. September 1990 in Bucheon geboren und zog im Alter von sechs Jahren mit ihrer Familie nach Gunpo. Aktuell lebt sie in Artesia, Kalifornien.
Im Mai 2008 ließ sich Kim gemeinsam mit ihrer Mutter römisch-katholisch taufen, sie nahm dabei den Heiligennamen „Stella“ an.
2009 schrieb sich Kim für ein Sportstudium an der Universität Korea in Seoul ein.
Die offizielle Transkription ihres Namens aus dem Koreanischen wäre „Kim Yeon-a“. Nach einem bisher nicht bestätigten Gerücht entschied sich ihre Mutter, den Namen als „Yun-a“ zu schreiben. Der Beamte schrieb dies allerdings fälschlicherweise als „Yu-Na“.

### Karriere
Kim begann im Alter von sieben Jahren mit dem Eiskunstlaufen. Ihr damaliger Trainer Jong-Hyeon Ryu erkannte zu dieser Zeit schon, dass Kim eine Weltklasseläuferin werden würde und riet ihrer Mutter, ihre Tochter mit dem Training fortfahren zu lassen. 2002 trat sie zum ersten Mal bei einem internationalen Wettbewerb an. Ein Jahr später wurde sie erstmals südkoreanische Meisterin bei den Senioren, diesen Titel verteidigte sie dreimal bis 2006. 2005 wurde sie Junioren-Vizeweltmeisterin hinter Mao Asada und 2006 in Ljubljana schließlich Juniorenweltmeisterin vor der Japanerin.
Im Sommer 2006 ging Kim zum Toronto Cricket, Skating and Curling Club nach Kanada, um sich dort auf ihre erste Seniorensaison vorzubereiten. Ihr Trainer war dort von März 2007 bis August 2010 Brian Orser.
In ihrer ersten Saison bei den Senioren schaffte Kim bereits ihren internationalen Durchbruch. Sie gewann das Grand-Prix-Finale. Bei ihrer ersten Weltmeisterschaft errang sie 2007 in Tokio die Bronzemedaille hinter den beiden Japanerinnen Miki Andō und Mao Asada. Dabei stellte sie einen Punkteweltrekord im Kurzprogramm auf.
In der darauffolgenden Saison verteidigte sie im Dezember 2007 ihre Goldmedaille beim Grand-Prix-Finale. Bei der Weltmeisterschaft gewann sie wie bereits im Vorjahr die Bronzemedaille.
Beim Grand-Prix-Finale 2008 unterlag sie Mao Asada und gewann die Silbermedaille. Bei der Vier-Kontinente-Meisterschaften 2009 in Vancouver konnte sie Asada aber schlagen, wie auch Joannie Rochette, und gewann somit ihren ersten Titel bei diesem Wettbewerb.
Bei der Weltmeisterschaft in Los Angeles verbesserte sie ihren eigenen Punkterekord im Kurzprogramm um fast vier Punkte. Sie zeigte dabei eine Dreifach-Flip-Dreifach-Toeloop-Kombination, einen dreifachen Lutz und einen doppelten Axel. Auch die Kür gewann Kim, wurde somit als erste Südkoreanerin Eiskunstlaufweltmeisterin und stellte mit 207,71 Punkten einen neuen Gesamtpunkteweltrekord auf. Es war das erste Mal seit Einführung des neuen Bewertungssystems, dass eine Eiskunstläuferin die Zweihundertpunktemarke erreicht hatte.
Zu Beginn der Saison 2009/2010 verbesserte Kim bei der Trophée Eric Bompard den Punkteweltrekord in Kür- und Gesamtwertung und bei Skate America den Punkteweltrekord im Kurzprogramm. Beide Grand-Prix-Wettbewerbe konnte sie für sich entscheiden. Somit qualifizierte sie sich für das Grand-Prix-Finale, das sie zum dritten Mal in ihrer Karriere gewann.
Als amtierende Weltmeisterin, Grand-Prix-Finale-Siegerin und Punkteweltrekordhalterin ging Kim als Favoritin zu den Olympischen Spielen 2010 in Vancouver. Als größte Konkurrentin galt Mao Asada. Ihr ließ Kim jedoch keine Chance. Im Kurzprogramm stellte sie einen neuen Weltrekord von 78,50 Punkten und in der Kür von 150,06 Punkten auf. Sie zeigte in der von ihrem Choreografen David Wilson zusammengestellten Kür zum Klavierkonzert in F von George Gershwin eine Dreifach-Lutz-Dreifach-Toeloop-Kombination, einen dreifachen Flip, eine Doppel-Axel-Doppel-Toeloop-Doppel-Rittberger-Kombination, eine Doppel-Axel-Dreifach-Toeloop-Kombination, einen dreifachen Salchow, einen dreifachen Lutz und einen doppelten Axel. Damit gewann sie als erste Südkoreanerin olympisches Gold im Eiskunstlaufen und verbesserte ihren eigenen Weltrekord um insgesamt 18 Punkte auf 228,56 Punkte. Es war die erste olympische Medaille für Südkorea bei Winterspielen außerhalb der Disziplinen Eisschnelllauf und Short Track.
Nach ihrem Olympiasieg hatte Kim bei der Weltmeisterschaft in Turin mit Motivationsproblemen zu kämpfen. Nach dem Kurzprogramm lag sie nur auf dem siebten Platz, gewann dann allerdings die Kür und somit noch die Silbermedaille hinter Mao Asada.
In der Saison 2010/2011 nahm Kim an keinen Grand-Prix-Wettbewerben teil. Bei der Weltmeisterschaft 2011 in Moskau lag Kim trotz eines Fehlers im Kurzprogramm noch knapp vor Miki Andō in Führung, musste sich ihr nach der Kür allerdings knapp geschlagen geben und gewann Silber. Im Oktober 2011 verkündete Kim eine einjährige Wettkampfpause. In der Saison 2012/2013 ließ sie wiederum den Grand Prix aus, um sich ganz auf die Weltmeisterschaft 2013 in London (Ontario) konzentrieren zu können, bei der sie am 16. März ihren zweiten Titel gewann.
Bei den Olympischen Spielen 2014 konnte sie im Kurzprogramm punkten und lag vor der Kür in Führung. Dort musste sie sich nur der Russin Adelina Sotnikowa geschlagen geben, konnte so aber ihren Titel nicht verteidigen. Die Platzierung Sotnikowas vor Kim löste international Unverständnis aus. Nach der gewonnenen Silbermedaille beendete sie ihre Karriere.
Bei der Eröffnung der Olympischen Winterspiele 2018 entzündete sie das olympische Feuer.

## Ergebnisse
| Meisterschaft / Jahr            | 2003    | 2004    | 2005    | 2006    | 2007    | 2008    | 2009    | 2010    | 2011    | 2013    | 2014    |
| ------------------------------- | ------- | ------- | ------- | ------- | ------- | ------- | ------- | ------- | ------- | ------- | ------- |
| Olympische Winterspiele         |         |         |         |         |         |         |         | 1.      |         |         | 2.      |
| Weltmeisterschaften             |         |         |         |         | 3.      | 3.      | 1.      | 2.      | 2.      | 1.      |         |
| Vier-Kontinente-Meisterschaften |         |         |         |         |         |         | 1.      |         |         |         |         |
| Juniorenweltmeisterschaften     |         |         | 2.      | 1.      |         |         |         |         |         |         |         |
| Südkoreanische Meisterschaften  | 1.      | 1.      | 1.      | 1.      |         |         |         |         |         | 1.      | 1.      |
| Grand-Prix-Wettbewerb / Saison  | 2002/03 | 2003/04 | 2004/05 | 2005/06 | 2006/07 | 2007/08 | 2008/09 | 2009/10 | 2010/11 | 2012/13 | 2013/14 |
| Grand-Prix-Finale               |         |         |         |         | 1.      | 1.      | 2.      | 1.      |         |         |         |
| Skate America                   |         |         |         |         |         |         | 1.      | 1.      |         |         |         |
| Skate Canada                    |         |         |         |         | 3.      |         |         |         |         |         |         |
| Cup of Russia                   |         |         |         |         |         | 1.      |         |         |         |         |         |
| Trophée Eric Bompard            |         |         |         |         | 1.      |         |         | 1.      |         |         |         |
| Cup of China                    |         |         |         |         |         | 1.      | 1.      |         |         |         |         |